# Cheng Ji
Cheng Ji (Harbin, China, 15 de julio de 1987) es un ciclista chino que fue profesional entre 2006 y 2016.

## Biografía
Después de debutar con el equipo de Hong Kong Purapharm, se unió en 2007 al equipo profesional Skil-Shimano. Consiguió su primera victoria en 2008 al ganar la primeta etapa del Tour del Mar de la China Meridional. 
En 2012, se convirtió en el primer chino en disputar la Milán-San Remo, y en disputar la Vuelta a España 2012. logrando acabar su primera gran vuelta en último lugar.
En 2013 intentó acabar el Giro de Italia siendo el primer chino en disputarlo, sin embargo no pudo acabar la carrera abandonando en la 5.ª etapa. En 2014 también fue el primer ciclista chino en disputar el Tour de Francia, donde logró acabar en última posición siendo farolillo rojo.
Se retiró en 2016 tras la disputa del Tour de Hainan.

## Palmarés
2008
- 1 etapa del Tour del Mar de la China Meridional

## Resultados en Grandes Vueltas
| Carrera | Carrera         | 2006 | 2007 | 2008 | 2009 | 2010 | 2011 | 2012  | 2013 | 2014  | 2015  | 2016  |
| ------- | --------------- | ---- | ---- | ---- | ---- | ---- | ---- | ----- | ---- | ----- | ----- | ----- |
|         | Giro de Italia  | —    | —    | —    | —    | —    | —    | —     | Ab.  | —     | 156.º | 154.º |
|         | Tour de Francia | —    | —    | —    | —    | —    | —    | —     | —    | 164.º | —     | —     |
|         | Vuelta a España | —    | —    | —    | —    | —    | —    | 175.º | —    | —     | —     | —     |

—: no participa

Ab.: abandono

## Equipos
- Purapharm (2006)
- Skil/Project 1t4i/Argos/Giant (2007-2016)
  - Skil-Shimano (2007-2011)
  - Team Argos-Shimano (2012-2013)
  - Team Giant-Shimano (2014)
  - Team Giant-Alpecin (2015-2016)